# Camille Lemonnier

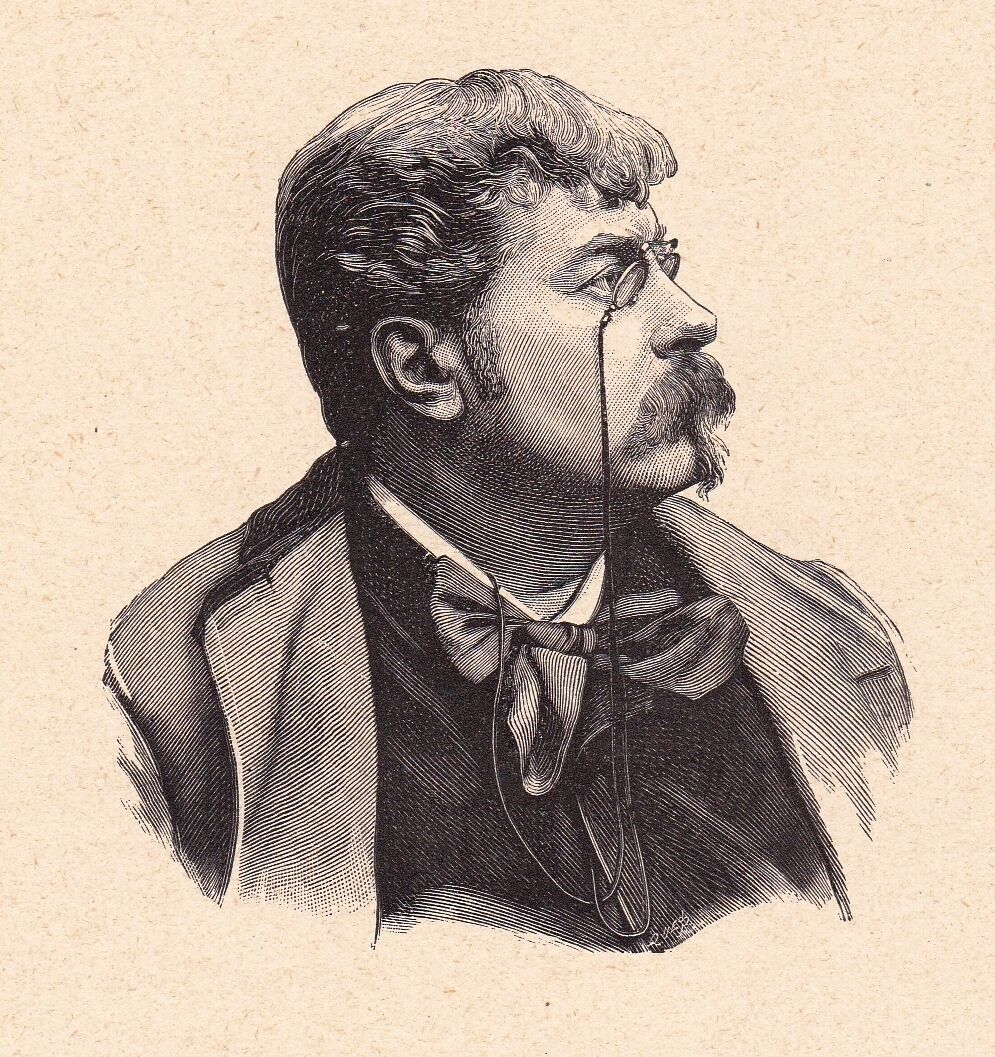
Camille Lemonnier.

Antoine Louis Camille Lemonnier, född den 24 mars 1844 i Ixelles nära Bryssel, död den 13 juni 1913 i Bryssel, var en belgisk författare.
Lemonnier  bestämdes av sin far för advokatyrket, men försummade sina juridiska studier för litterära sysselsättningar. Efter faderns död bosatte han sig 1866-69 på det avlägsna slottet Burnot och offentliggjorde Nos flamands, som hyllar Rubens, Rousseau och naturen. År 1870 tog han ivrigt Frankrikes parti och väckte stort uppseende med Sedan (1871), som uttalade avsky för allt krig. 
Contes flamands et vallons (1875) och ett grundläggande arbete över målaren Courbet (1878) följdes av Un mâle (1881, svensk översättning, "En man", 1924), en vild och tragisk kärlekshistoria, och Le mort (1882), med ett mord som centrum i berättelsen. Då belgiska regeringen vägrade att tilldela Lemonnier det litterära femårspriset, hölls 1883 en stor demonstrativ bankett för honom i Bryssel. 
Happe-chair (1886) skildrar i stor realistisk stil gruvarbetet. La Belgique (1888) är en omfattande skildring av Lemonniers fosterland, för vilken han fick femårspriset. L’arche, journal d’une maman (1894) är en stilla familjehistoria, L’ile nerge (samma år) och Adam et Eve (1899) symboliserande, medan romanen L’homme en amour (1897) ledde till åtal för anstötlighet, men detta följdes av en frikännande dom. 
Av hans senare skrifter kan nämnas de socialt eller patologisk-psykologiskt anlagda Au coeur frais de la forêt (1899), Le vent dans les moulins (1900), Les deux consciences (1902), Le petit homme de Dieu (samma år), Le sang et les roses (samma år), 
Comme va le ruisseau (1903), L’amant passionné (1904), Le droit au bonheur (1905), La vie belge (samma år), L’hallali (1907), Quand j'étais homme (samma år), Les vieux créneaux (samma år), La maison qui dort (1909), La chanson du carillon (1911) och Souvenirs (1913).